# 張雪如
張雪如（1966年5月13日—），中華民國政治人物，台灣民眾黨籍，自2002年擔任彰化縣議會第四選區議員，連續六任至今。同時為快樂天堂基金會董事長。
政見偏向社會福利、教育、休閒文化與大型公益。
推動無喪葬費善終計畫。持續舉辦彰化縣低收、獨老、邊緣戶、街友等寒冬送暖千人饗宴。協助無喪葬費葬母親。2022年，協助彰化民眾避免受騙至柬埔寨詐騙集團。
擔任民眾黨彰化縣主委，並於2025年4月卸任。

## 事件

### 成立快樂天堂社會福利基金會
2021年10月02日，張雪如結合一群社會志工，成立快樂天堂社會福利基金會。該基金會延續廣寧樂善團「捐棺、善終、濟貧、敬老、扶幼、服務偏鄉公益、防疫、幫助受虐婦幼」等工作還有全國唯一的「孤寡清貧善終計畫」。

### 加入民眾黨

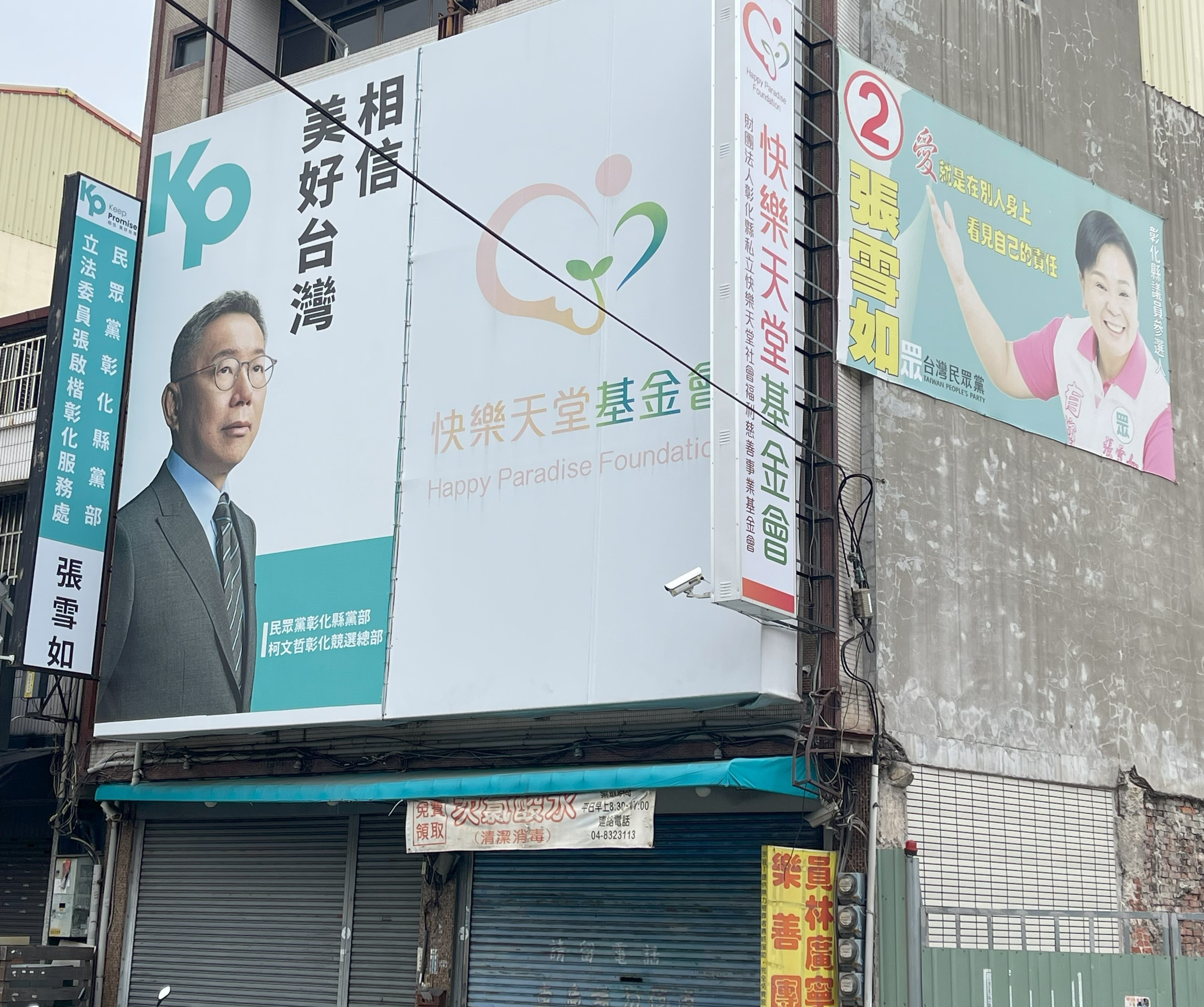
台灣民眾黨彰化縣黨部，也是彰化縣議員張雪如員林大村永靖服務處，鄰近員林公園。

2022年9月14日，張雪如宣布加入民眾黨，是2002年踏入縣議會的新科議員，也扛起民眾黨彰化縣首位黨部主委工作。

### 帶物資救濟南投災情
2023年8月07日，由於南投縣仁愛鄉因卡努颱風受災嚴重，張雪如率領志工們前進災區送物資，即時到來的麵包、八寶粥對他們很受用。

### 成立縣議會黨團但一個月瓦解
身兼民眾黨彰化縣黨部主委的張雪如於2023年10月26日因為邀請彰化縣議員陳重嘉與陳銌銌入黨而成立台灣民眾黨彰化縣議會黨團，成為繼台北市外，全國第2個議會黨團。然在藍白合作破局後，彰化縣議員陳重嘉與陳銌銌相繼宣布退出民眾黨，2023年11月28日民眾黨在彰化縣議會又回到原點。

## 選舉紀錄
| 年度 | 選舉屆數               | 選舉區                                 | 所屬政黨   | 得票數    | 得票率 | 當選標記 | 備註 |
| ---- | ---------------------- | -------------------------------------- | ---------- | --------- | ------ | -------- | ---- |
| 2002 | 第十五屆彰化縣議員選舉 | 彰化縣第四選舉區                       | 無黨籍     | 7,713     | 9.32%  |          |      |
| 2005 | 第十六屆彰化縣議員選舉 | 彰化縣第四選舉區                       | 無黨籍     | 8,374     | 8.48%  |          |      |
| 2009 | 第十七屆彰化縣議員選舉 | 彰化縣第四選舉區                       | 中國國民黨 | 8,812     | 9.55%  |          |      |
| 2014 | 第十八屆彰化縣議員選舉 | 彰化縣第四選舉區                       | 無黨籍     | 8,963     | 8.26%  |          |      |
| 2018 | 第十九屆彰化縣議員選舉 | 彰化縣第四選舉區                       | 無黨籍     | 9,228     | 8.69%  |          |      |
| 2022 | 第二十屆彰化縣議員選舉 | 彰化縣第四選舉區                       | 臺灣民眾黨 | 8,006     | 7.87%  |          |      |
| 2024 | 第十一屆立法委員選舉   | 全國不分區及僑居國外國民立法委員選舉區 | 臺灣民眾黨 | 3,040,615 | 22.07% |          |      |

## 外部連結
- 張雪如的Facebook專頁
- 張雪如的youtube
- 快樂天堂基金會 （页面存档备份，存于）